# Hugh S. Hersman

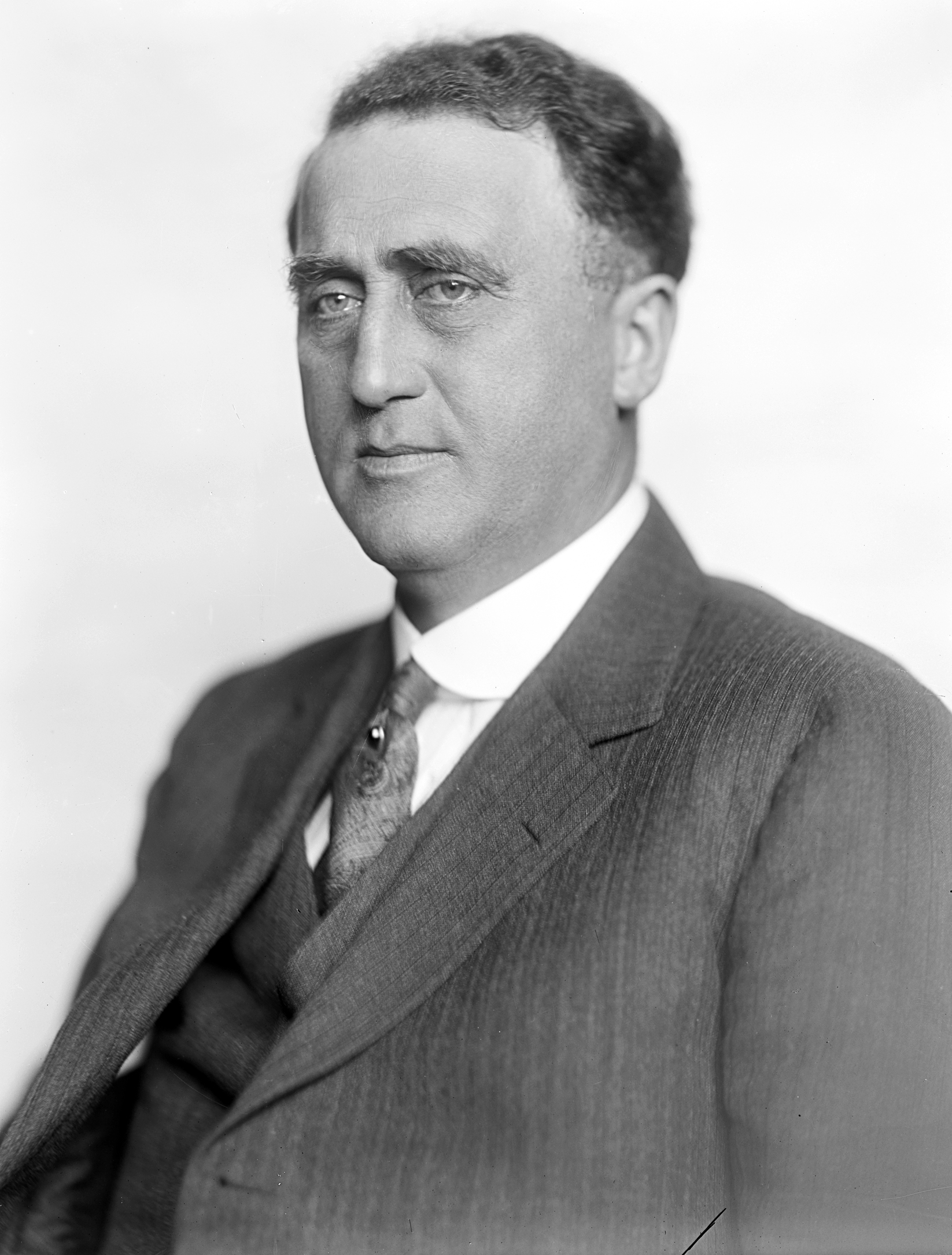
Hugh S. Hersman

Hugh Steel Hersman (* 8. Juli 1872 in Port Deposit, Cecil County, Maryland; † 7. März 1954 in San Francisco, Kalifornien) war ein US-amerikanischer Politiker. Zwischen 1919 und 1921 vertrat er den Bundesstaat Kalifornien im US-Repräsentantenhaus.

## Werdegang
Im Jahr 1881 kam Hugh Hersman mit seinen Eltern nach Berkeley in Kalifornien. Er besuchte die öffentlichen Schulen seiner neuen Heimat. Danach studierte er bis 1893 an der Southwestern Presbyterian University in Tennessee und dann zwischen 1897 und 1898 an der University of California in Berkeley. Anschließend wurde er im Bankgewerbe tätig. Zwischen 1914 und 1918 war er Präsident der First National Bank in Gilroy. Außerdem war er in verschiedenen anderen Unternehmen in leitenden Funktionen tätig. Gleichzeitig schlug er als Mitglied der Demokratischen Partei eine politische Laufbahn ein.
Bei den Kongresswahlen des Jahres 1918 wurde Hersman im achten Wahlbezirk von Kalifornien in das US-Repräsentantenhaus in Washington, D.C. gewählt, wo er am 4. März 1919 die Nachfolge von Everis A. Hayes antrat. Da er im Jahr 1920 nicht bestätigt wurde, konnte er bis zum 3. März 1921 nur eine Legislaturperiode im Kongress absolvieren. Im Jahr 1920 wurde der 19. Verfassungszusatz ratifiziert, durch den das Frauenwahlrecht bundesweit eingeführt wurde.
Nach dem Ende seiner Zeit im US-Repräsentantenhaus wurde Hugh Hersman Vorstandsmitglied der American Trust Co. in Gilroy. Er starb am 7. März 1954 in San Francisco.